# Sociedad en comandita
La sociedad comanditaria o sociedad en comandita es una sociedad de tipo personalista, es decir, los socios no solamente limitan su compromiso o apoyo a la empresa solo con un aporte dinerario, sino que se extralimitan a ser ellos los encargados de por ejemplo administrar el sector productivo de la corporación o estar involucrado con asuntos que van más allá del acto de poseer parte de las participaciones del capital. Este tipo de sociedad se caracteriza por la coexistencia de socios colectivos, que responden ilimitadamente de las deudas sociales y participan en la gestión de la sociedad, y socios comanditarios, que no participan en la gestión y cuya responsabilidad se limita al capital comprometido con la comanditaria.

## Tipos de sociedades
Las sociedades comanditarias pueden ser:
- Sociedades comanditarias simples: no están obligadas a auditar sus cuentas anuales ni a depositarlas en el Registro Comercial, salvo en el caso de que, en la fecha de cierre del ejercicio, todos sus socios colectivos sean sociedades nacionales/extranjeras.

- Sociedades  en comandita por acciones:   Definición y Naturaleza
  - Es una sociedad comercial cuyo capital está dividido en acciones y que combina dos tipos de socios: gestores (administran y responden ilimitadamente) y comanditarios (aportan capital y su responsabilidad es limitada al monto de sus aportes)
  - Su finalidad es limitar los riesgos de los socios comanditarios y permitir la administración exclusiva por parte de los gestores.  Tipos de Socios
  - Socios gestores: Administran la sociedad y responden de manera subsidiaria, ilimitada y solidaria por las operaciones sociales.
  - Socios comanditarios: Solo responden hasta el monto de sus aportes en acciones y no pueden aportar trabajo, solo capital.  Número Mínimo de Socios
  - Se requiere al menos cinco (5) socios comanditarios y uno o más socios gestores para constituir esta sociedad.  Constitución
  - Se constituye mediante escritura pública, que debe contener:
    - Objeto social y razón social
    - Nombres, identificaciones y domicilios de los socios
    - Aportes de cada socio y número de acciones suscritas y pagadas
    - Derechos y obligaciones de los socios
    - Reglas de administración y funcionamiento
    - Término de duración y domicilio.

  - Debe inscribirse en la Cámara de Comercio y en el RUT ante la DIAN.  Capital Social
  - El capital está representado en acciones de igual valor.
  - Al momento de la constitución, al menos el 50% de las acciones del capital autorizado deben estar suscritas y al menos una tercera parte del valor de cada acción suscrita debe estar pagada.
  - Se debe crear una reserva legal con utilidades hasta alcanzar el 50% del capital suscrito.  Responsabilidad de los Socios
  - Gestores: Responden ilimitada y solidariamente por las obligaciones sociales.
  - Comanditarios: Responden únicamente hasta el monto de su aporte en acciones.  Disolución
  - Puede disolverse por:
    - Vencimiento del término social
    - Imposibilidad de continuar la actividad social
    - Reducción del número de socios por debajo del mínimo legal
    - Pérdidas que reduzcan el patrimonio neto a menos del 50% del capital suscrito
    - Otras causas legales o estatutarias.

  - Regulación
    - Está regulada por el Código de Comercio Colombiano, artículos 343 y siguientes.  Ventajas
    - Permite captar capital de varios inversionistas sin que estos intervengan en la administración.
    - Ofrece flexibilidad en la administración y en la transferencia de acciones.  Desventajas
    - Requiere mínimo seis socios (1 gestor y 5 comanditarios).
    - Los socios gestores asumen un riesgo patrimonial ilimitado.

## Escritura
En la escritura de constitución de la sociedad comandita simple se deberá expresar:
- El nombre, apellidos y domicilio de los socios o dueños
- La razón social.
- El nombre y apellidos de los socios a quienes se encomiende la gestión de la compañía y el uso de la firma social.
- El capital que cada socio aporte en dinero efectivo, créditos o efectos, con expresión del valor que se dé a estos o de las bases sobre las que haya de hacerse su valoración.
- La duración de la sociedad.
- Las cantidades que, en su caso, se asignen a cada socio gestor para sus gastos particulares.
- Los demás pactos lícitos que los socios estimen convenientes.
- El número de socios que la componen.

## Socio
La responsabilidad de los socios comanditarios frente a las deudas sociales está limitada a la aportación efectuada o, en su caso, comprometida, en caso de ser mayor que aquella.
Los nombres de los socios comanditarios no podrán figurar en el nombre de la sociedad; en caso de incumplimiento responderán de igual forma que los socios colectivos, sin poder aprovecharse de las ventajas de estos.

### Derechos de los socios
- No pueden participar en la gestión de la sociedad (artículo 148 del Código de Comercio) solo los socios colectivos, salvo que en el contrato social se estipule otro régimen de gestión.
- No pueden examinar el estado de la administración y la contabilidad (artículo 150 del Código de Comercio).
- Participar en los beneficios.

## Fiscalidad
Las sociedades comanditarias tributan en España a través del Impuesto de Sociedades y no pueden acogerse al Régimen Simplificado ni al del Recargo de Equivalencia del Impuesto sobre el Valor Añadido. El tipo impositivo aplicable en el Impuesto de Sociedades es el 25 por 100. Existe un régimen fiscal especial, dentro del Impuesto sobre Sociedades, para las empresas de reducida dimensión, cuando dichas sociedades hubieran tenido en el año anterior un importe neto de la cifra de negocios inferior a 10 millones de euros.

## Ventajas
- La principal ventaja que presenta la sociedad comanditaria por acciones es la posibilidad de atraer inversores capitalistas, más probable que en la comanditaria simple.
- Los socios colectivos pueden atraer el capital de otros sin que estos interfieran en la gestión de la empresa.
- Responsabilidad limitada de los socios comanditarios.

## Inconvenientes
- En Venezuela, la necesidad de contar con un capital mínimo de 60.000 bolívares fuertes (solo las sociedades comanditarias por acciones);
- Trámites complicados en la vida social similares a los de las sociedades anónimas;
- Responsabilidad ilimitada y solidaria de los socios colectivos administradores.

## Normativa

### Argentina
En el derecho argentino, este tipo de sociedades se hallan reguladas por la Ley General de Sociedades Comerciales.
- Sociedades en comandita simples: Sección II (Artículos 134.º al 140.º).
- Sociedades en comandita por acciones: Sección VII (Artículos 315.º al 324.º).

### España
Su régimen jurídico está contenido en el RD Legislativo 1/2010, de 2 de julio, por el que se aprueba el Texto Refundido de la Ley de Sociedades de Capital, para las sociedades comanditarias por acciones y en el Reglamento del Registro Mercantil para las sociedades comanditarias simples.

### México
En cuanto a la legislación mexicana, encuentran su reglamentación en la Ley General de Sociedades Mercantiles. La sociedad en comandita simple se encuentra regulada del artículo 51 al 56, mientras que la Sociedad en Comandita por Acciones la regula del artículo 207 al 211 además de que se regirá por las reglas relativas a la Sociedad Anónima.

### El Salvador
Su fundamentación legal está contenida en el Código de Comercio, en el cual se aprecia la regulación de la sociedad en comandita simple y  la sociedad en comandita por acciones del artículo 93 al 100 y del artículo 296 al 305 respectivamente.

### Colombia
Su fundamento legal se encuentra contenido en el Título IV del Código de Comercio, el cual regula, la formación, capital social, socios, modalidades y causales de disolución. Se caracterizan porque tiene dos tipos de socios, los primeros se denominan socios comanditarios ,los cuales aportan capital a la sociedad pero no tienen participación en la administración y en la gestión de esta, ni tienen responsabilidad personal por las deudas; mientras que los segundos se denominan socios colectivos, los cuales aportan capital a la sociedad, tienen participación en la administración y gestión de esta y responden de forma ilimitada. Estas se clasifican en:
Sociedad Comandita Simple: se constituye con aportes en cuotas o partes de interés y un número limitado de socios comanditarios (25 máximo). La constitución se da por medio de la escritura que será otorgada por los socios colectivos, con o sin la intervención de los socios comanditarios, siempre y cuando estén en la escritura con sus respectivos datos y aportaciones. 
Sociedad Comandita por Acciones: requiere para su formación un mínimo de 5 socios y su capital se divide en acciones. En el acto constitutivo no es necesario que intervengan los socios comanditarios, siempre y cuando en su escritura estén presentes sus datos y el número de acciones suscritas, valor nominal y parte pagada. 
La principal diferencia entre ambas radica entre la naturaleza de los aportes y en los requisitos para su constitución. Cabe resaltar que, los socios comanditarios no podrán ejercer como delegados de los socios colectivos y para negocios determinados. En caso de que esto suceda obran por medio de poder y responden solidariamente con los gestores por las operaciones que realicen. En caso de que exista duda de la calidad o tipo de socio se presume como socio colectivo, mientras que si existe duda sobre el tipo de sociedad comandita se presume colectiva.